# Frank Cooke Park
Het Frank Cooke Park is een multifunctioneel stadion in de Ierse hoofdstad Dublin. In het stadion is plaats voor 2.000 toeschouwers. Het stadion wordt vooral gebruikt voor voetbalwedstrijden, de voetbalclub Tolka Rovers FC maakt gebruik van dit stadion. Er werd ook een wedstrijd gespeeld op het Europees kampioenschap voetbal onder 16 van 1994, dat in Ierland werd gespeeld.